# محميات جزر نهر النيل
محميات جزر نهر النيل، يبلغ عددها 144 جزيرة  في مختلف محافظات مصر التي تطل على نهر النيل أو يخترقها (سواء كان المجرى الرئيسي أو فرع دمياط أو فرع رشيد). وتصنف كمحميات أراضي رطبة طبيعية.

## الوصف العام

### مجرى نهر النيل الرئيسي
عدد الجزر في المجرى الرئيسي 15 جزيرة (كبرى) من أسوان جنوباً حتى قناطر الدلتا شمالاً، بمساحة أجمالية 32500 فدان تقريباً.

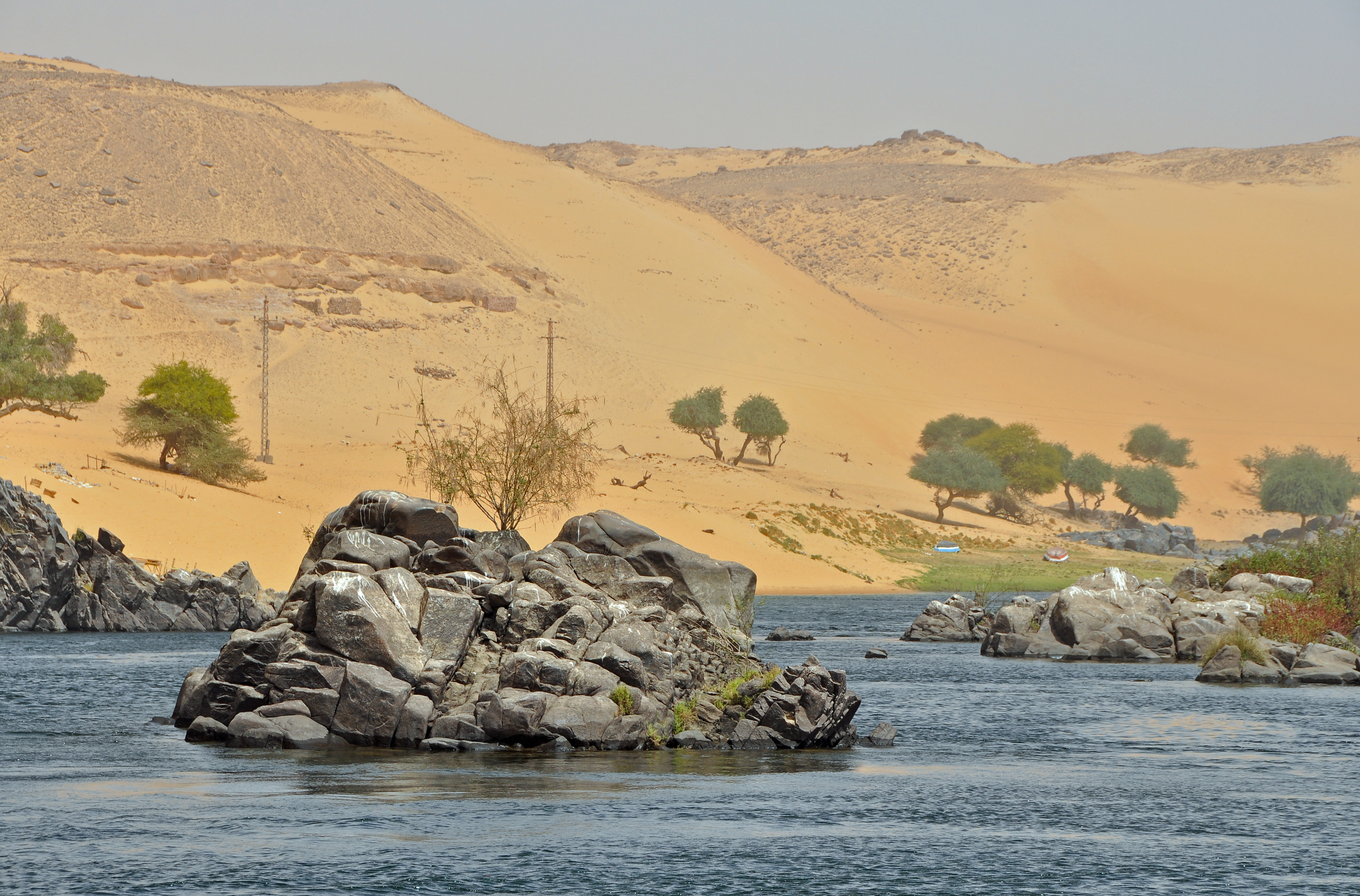
جزر صخرية قرب شلالات النيل الأولى بأسوان
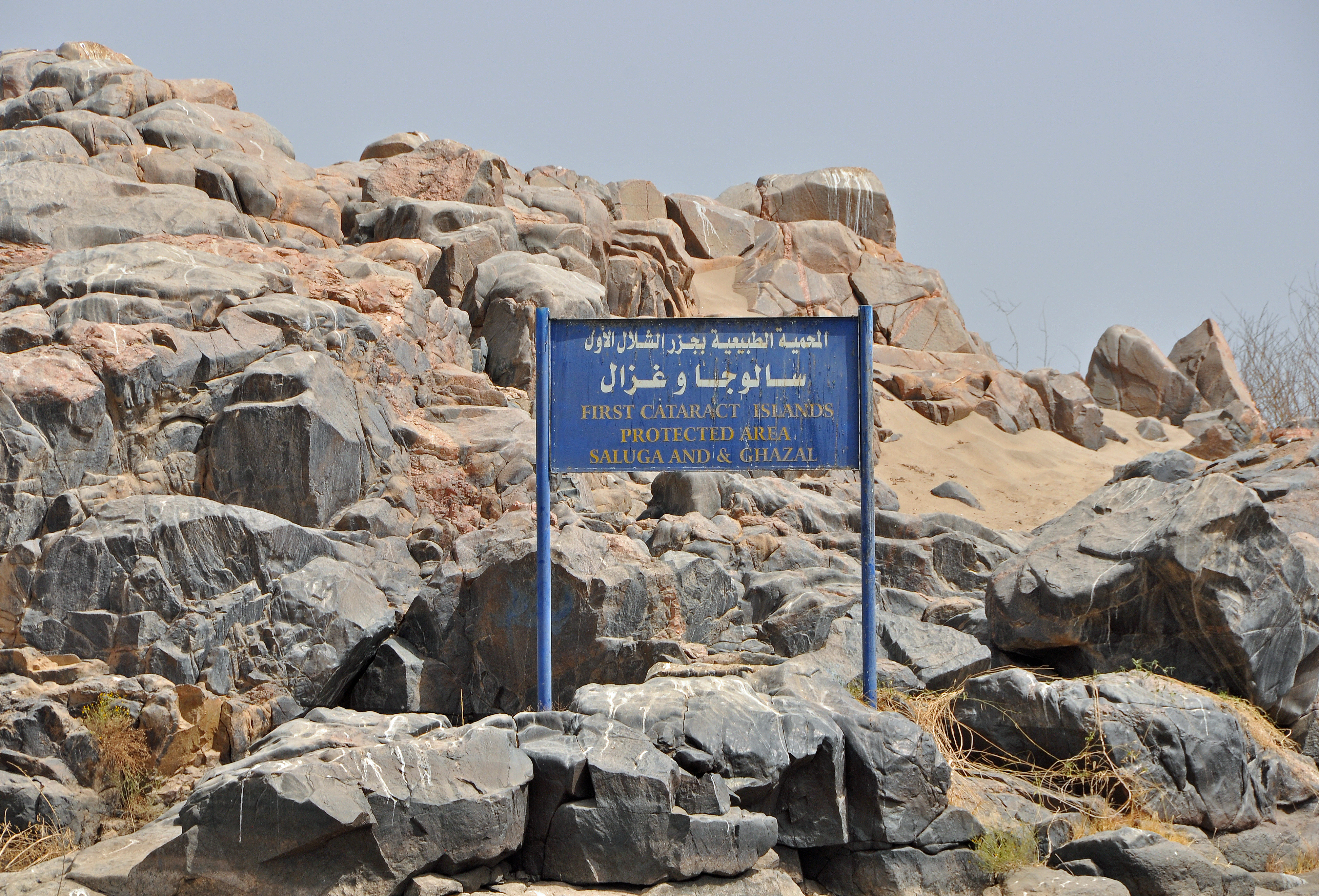
محمية سالوجا وغزال (جزيرة)

### فرع رشيد
عدد الجزر في فرع رشيد 30 جزيرة (كبرى) في محافظات البحيرة، المنوفية، الغربية، كفر الشيخ. بمساحة إجمالية 3400 فدان.

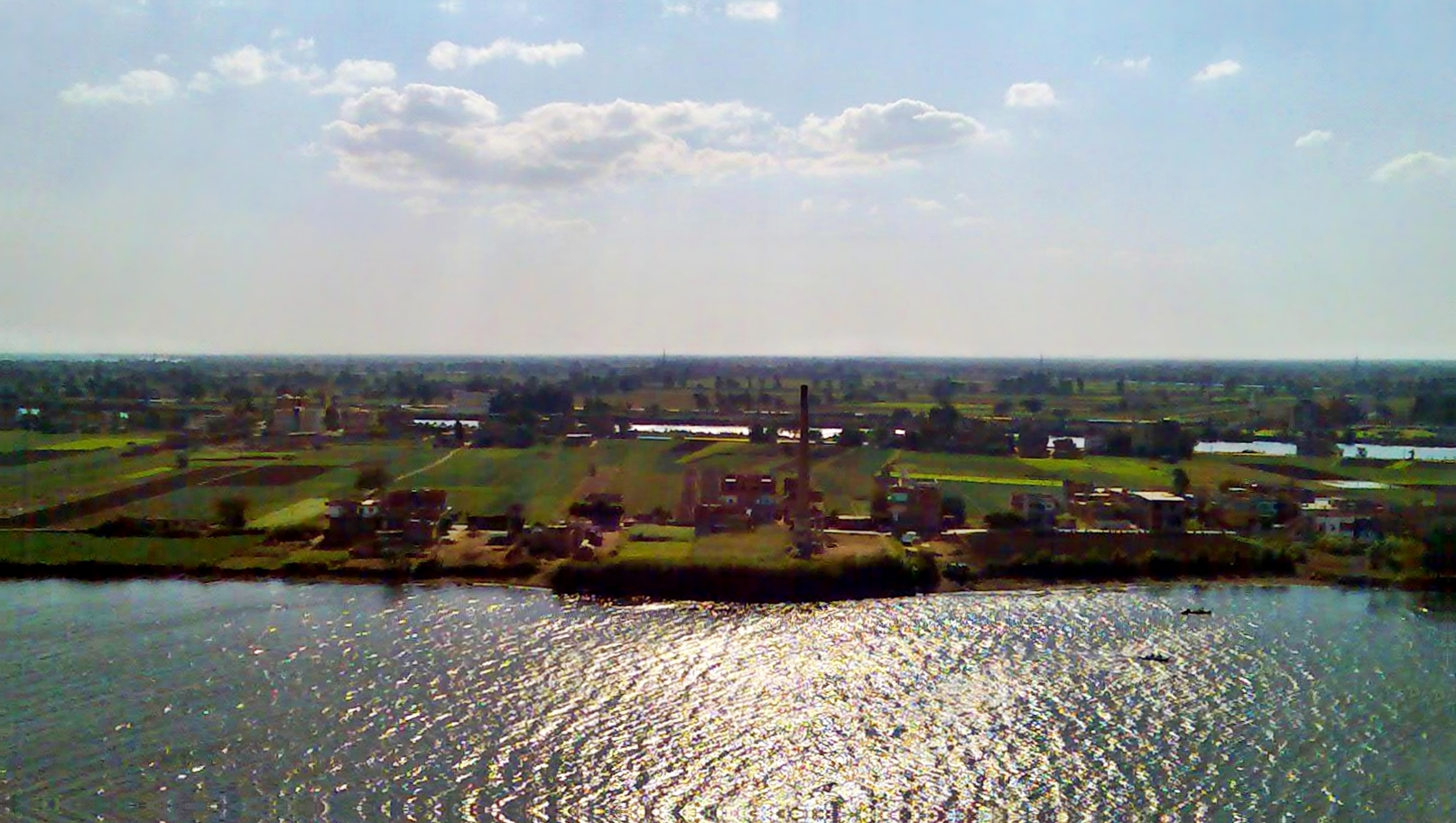
جزيرة الرحمانية المقابلة لمدينة دسوق في فرع رشيد.

### فرع دمياط
عدد الجزر في فرع دمياط 19 جزيرة (كبرى) في محافظات القليوبية، المنوفية، الغربية، الدقهلية، دمياط. بمساحة إجمالية 1250 فدان تقريباً.
المساحة الإجمالية لجزر نهر النيل في مصر حوالي 37150 فداناً.

## روابط خارجية
- جزر النيل. الحماية مسئولية الجميع ، الأهرام في 1 أكتوبر 2008
- محميات جزر نهر النيل بالمحافظات المختلفة